# John Jairo Mosquera
John Jairo Mosquera (* 15. Januar 1988 in Apartadó, Antioquia) ist ein ehemaliger kolumbianischer Fußballspieler, der unter anderem bei Werder Bremen, 1. FC Union Berlin und Energie Cottbus spielte.

## Karriere

### Vereine
Der Angreifer spielte in der Jugend bei Atlético Junior. 2002 wechselte Mosquera zu den Millonarios Bogotá. Am 20. August 2002 gab er mit Millonarios im Estadio El Campín von Bogotá im Alter von 14 Jahren sein Debüt in der heimischen Profiliga, womit er zum jüngsten aktiven Spieler im kolumbianischen Profifußball avancierte. Mit 15 Jahren schoss er sein erstes Tor und ist somit ebenfalls der jüngste Torschütze in der Geschichte des kolumbianischen Profifußballs. 2004 wurde er vom argentinischen Spitzenklub River Plate verpflichtet. Hier konnte er sich jedoch nicht durchsetzen und wechselte nach nur einem Jahr zu Unión Magdalena in die kolumbianische Heimat zurück.
In der Winterpause 2005/06 nahm Werder Bremen Mosquera unter Vertrag. Da man dem Kolumbianer Spielpraxis ermöglichen wollte, verlieh man ihn in der Rückrunde 2005/06 zu Sønderjysk Elitesport, wo er aufgrund der defensiven Spieltaktik des Trainers allerdings nur auf sieben Einsätze kam, in denen er ein Tor erzielte.
Zur Saison 2006/07 wurde der Angreifer an Wacker Burghausen weiterverliehen. Er fungierte allerdings überwiegend nur als Einwechselspieler und konnte nur ein Tor erzielen. Während der Sommers 2007 war er als Testspieler im Trainingslager des FC Carl Zeiss Jena in Wesendorf. Beim morgendlichen Lauf brach er am 4. Juli 2007 zusammen und wurde auf die Intensivstation des Krankenhauses Gifhorn eingeliefert, wo er allerdings nach einigen Tagen wieder entlassen werden konnte. Die Meldung, er habe einen Herzstillstand erlitten, bezeichnete Werders Sportdirektor Klaus Allofs im Nachhinein als falsch. Beim FC Carl Zeiss Jena hatte man kein Interesse mehr an einer Verpflichtung des Stürmers, auch andere Interessenten konnten nicht gefunden werden. So kehrte Mosquera zu Werder Bremen zurück.
Am 4. September 2007 wechselte er vom Training der Amateure zu den Profis, da er wieder ausreichend bei Kräften war. In den Bundesligakader wurde er erstmals für das Spiel gegen den VfB Stuttgart am 22. September 2007 berufen. Am 31. Oktober 2007 bestritt er im DFB-Pokal-Spiel gegen den MSV Duisburg sein erstes Spiel für Werder, in dem er kurz nach seiner Einwechslung (80′) ein Tor erzielte (87′). Sein erstes Bundesligaspiel bestritt er am 3. November 2007 gegen Hansa Rostock, sein erstes Bundesligator erzielte er am 24. November 2007 gegen Energie Cottbus in der 83. Minute.
Der kolumbianische Stürmer wechselte am 24. Januar 2008 auf Leihbasis bis Saisonende zum TSV Alemannia Aachen. Im Tivoli kam er zu 177 Minuten Spielzeit und wurde bei sieben Partien fünf Mal ein- und zwei Mal ausgewechselt. Zur Saison 2008/09 wechselte Mosquera zu Sønderjysk Elitesport. Er wurde bis Sommer 2009 ausgeliehen.
In einem Interview aus dem Juni 2009 bekräftigte Mosquera seinen Willen, sich bei Werder durchzusetzen. Dennoch wurde er im Juli 2009, nachdem kurz zuvor am 20. Juli 2009 bereits seine Verpflichtung durch den paraguayischen Club Guaraní vermeldet wurde, was er jedoch umgehend dementierte, für zwei Jahre bis zum 30. Juni 2011 an den Zweitligisten 1. FC Union Berlin verliehen. Im Gegenzug verlängerte er seinen Vertrag bei Werder Bremen bis 2012. Im April 2011 unterzeichnete Mosquera einen Vertrag für drei weitere Jahre bei Union Berlin und sein bis 2012 laufender Vertrag bei Werder Bremen wurde aufgelöst. Im März 2012 löste Mosquera den laufenden Vertrag mit Union auf und wechselte zum chinesischen Erstligisten Changchun Yatai F.C. Dort fühlte er sich jedoch nicht so wohl und kam in der Saison 2012 auch nur zu sieben Einsätzen, in denen er ein Tor erzielte.
Ende Januar 2013 löste er erst seinen Vertrag bei Changchun Yatai F.C. auf und unterschrieb einen Vertrag bis Ende Juni 2015 beim deutschen Zweitligisten Energie Cottbus. Dieser wurde im Januar 2014 vorzeitig aufgelöst.
Am 30. Januar 2014 unterschrieb er einen Vertrag beim portugiesischen Erstligisten Gil Vicente FC. Im Sommer 2014 kehrte er zurück in seine Heimat und verpflichtete sich beim Envigado FC. Am 1. Juli 2016 wechselte er zum kolumbianischen Zweitligisten Llaneros FC, um dann am 18. Januar 2017 bei Deportes La Serena in der Primera B in Chile zu unterschreiben. Nach einer Station in Indien bei NorthEast United FC ließ Mosquera seine aktive Karriere in Bolivien und zuletzt bei Sporting Cristal in Peru ausklingen.

### Nationalmannschaft
Mosquera absolvierte Spiele für die U-17, die U-18 und die U-20 Kolumbiens.